# Pšenična Polica
Pšenična Polica este o localitate din comuna Cerklje na Gorenjskem, Slovenia, cu o populație de 90 de locuitori.